# Belgische kolonie aan de Rio Nuñez
Het pachtgebied langs de Rio Nunez (Kakandé) was tussen 4 maart 1848 en 23 april 1858 een 'Belgisch' overzees gebied, nu gelegen in Guinee, in West-Afrika.

## Locatie van de kolonie
Het namens de Belgische koning Leopold I en zijn regering gehuurde gebied, bevond zich op de oevers van de Rio Nunez en liep langs beide zijden tot een mijl landinwaarts. Het pachtgebied strekte zich uit langs de rivier, tussen de stroomopwaartse marigot van Rapass (nu Rapassi) tot aan de stroomafwaartse marigot van Victoria (Kanfarande). De kolonie had een lengte van iets meer dan zestien kilometer en een breedte van twee mijl, namelijk één mijl aan iedere oever. De oppervlakte was ongeveer 60 vierkante kilometer.
In de tijd van de kolonisatie was het een rijke regio, bevorderlijk voor de handel. De kolonie lag meer landinwaarts langs de rivier en niet aan de kust van de Atlantische Oceaan. In het deltagebied, vanaf de monding tot Victoria (Karafarande), bleek het immers onmogelijk om een handelspost op te richten.

## Aanleiding van de kolonisatie
Na het mislukken van het kolonisatieproject van Santo Tomás in Guatemala richtte koning Leopold I zich op Afrika, in de hoop op dat continent een kolonie voor België te verwerven. Meer bepaald keek Leopold in de richting van Senegambia, West-Afrika.
De benaming Senegambia blijkt niet willekeurig te zijn gekozen. Er waren reeds contacten tussen Belgische zakenlui en enige inheemse volkeren langs de West-Afrikaanse kust, waaronder Gambia en Senegal. De Gentse olieslager en reder Pierre Vincent stuurde er schepen en de Noorse kapitein Frederik Knudsen, dreef er reeds handel in 1845. Zij hebben invloed gehad op de expeditie naar de Rio Nunez. Knudsen werkte in dienst van de Antwerpse zakenman Henri Serigiers. Hij trof tussen Senegambia en Sierra Leone stamhoofden aan die wilden onderhandelen met de Belgen over het vestigen van een handelspost. Zonder in te gaan op deze concrete aanwijzingen, gaf Leopold I opdracht tot een expeditie ernaar.
De interesse voor Senegambia kwam in eerste instantie voort uit de ambities van zakenlui; voor hun producten zochten zij afzet. Pas in tweede instantie steunde de koning en de regering dit project. Hierin verschilt deze kolonisatiepoging met de mislukte kolonisatie van Santo Tomás. Dat project ging volledig uit van de koning en de regering. Wat beide wel gemeen hebben was de onuitputtelijke nood aan financiële middelen om het project van de grond te krijgen.
Bovendien was er relatief weinig Europese aanwezigheid in Senegambia. Hooguit waren er twintig versterkte handelsposten, opgericht door de Fransen, Britten en Portugezen.

## De eerste expeditie naar de Rio Nunez of Kakandé
Onder impuls van koning Leopold I ondersteunde de Koninklijke Marine de overzeese handel en de koloniale expansie van het jonge België. In die hoedanigheid vertrok de oorlogsschoener Louise Marie in Antwerpen in december 1847 naar Senegambia.
Op 11 januari 1848 meert het schip aan te Gorée, een eilandje voor de kust van Senegal. Daar doet zich een incident voor. De Louise Marie hijst namelijk de Belgische vlag niet en maakt zich niet kenbaar op het moment dat er tien Franse oorlogsschepen passeren. Er voltrokken zich echter naderhand geen misverstanden en het schip zette koers naar de er tegenover liggende Baai van Hann, om er zich van water te approvisioneren. Vervolgens voer men verder langs de kust. In de laatste dagen van februari 1848 bereikte de Louise Marie de monding van de Rio Nunez.
Luitenant-ter-zee eerste klasse Joseph Van Haverbeke, bevelvoerder van de Louise Marie en vertegenwoordiger van koning Leopold I, ging er aan wal en merkte op dat de Fransen en de Engelsen er in verdeeldheid leefden met de Nalu en de Landuma, twee inheemse volkeren. De bevelvoerder besefte dat die situatie hem en dus België voordeel kon opleveren en begon onderhandelingen met Lamina Towel, opperchef van de Nalu.

## Het verdrag met de Nalu

### De verbintenissen
Op 4 maart 1848 sloot Joseph Van Haverbeke, “in naam van Zijne Majesteit Leopold, eerste Koning der Belgen”, een verdrag met opperchef Lamina Towel van de Nalu. De literatuur omschrijft het stamhoofd als een dikke, licht astmatische man met intelligente blik .
Het verdrag, opgemaakt in het Frans, werd ondertekend in het dorp Caniope. John Nelson Bicaise, Colombino Wiski en Rirah fungeerden als de getuigen voor België. Karimou en Youra, broers van Lamina Towel, waren de getuigen van de Nalu. Het verdrag legde wederzijds verbintenissen vast.
Enerzijds ging opperchef de volgende verbintenissen aan:
- Hij stond aan de Koning der Belgen de volledige soevereiniteit af van beide oevers van de Rio Nunez, tot een mijl landinwaarts, tussen de stroomopwaartse marigot van Rapass en de stroomafwaartse marigot van Victoria. Op het moment van deze soevereiniteitsoverdracht leefden de Nalu overigens op de ganse rechteroever en op een deel van de linkeroever.[3]
- Hij gaf de Belgische kooplieden en kolonisten het recht om onbeperkt te beschikken over de bomen en het hout op het grondgebied van de kolonie.
- Hij moest geschillen tussen de Belgen en inlanders melden aan de meest nabije Belgische vertegenwoordiger in de kolonie, zodat recht onmiddellijk zou kunnen geschieden.
- Hij zou de Belgische zakenlui en kolonisten en hun eigendommen en goederen met alle mogelijke middelen beschermen. Daarom moest hij iedere eis buiten de gevestigde gebruiken of iedere plundering door de inlanders bestraffen.

Anderzijds verbonden de Belgen zich tot het betalen van volgende heffingen:
- De Belgische zakenlui en kolonisten moesten jaarlijks goederen ter waarde van tien gourdes afstaan per 100 yard die ze gebruikten. Kolonisten in Victoria waren vrijgesteld van deze bijdrage.
- België diende een jaarlijkse huurprijs te betalen van 1 000 gourdes, in de vorm van goederen aan hun dagprijs.
- Belgische troepen of oorlogsschepen moesten instaan voor de bescherming van de Nalu tegen iedere onrechtvaardige agressie.
- Om een goede verstandhouding te onderhouden met de Nalu schonken de Belgen bij het ondertekenen van het verdrag eenmalig de som van 300 gourdes in de vorm van contante betaling.

De Nalu mochten enkel de heffingen innen die in het verdrag vermeld staan. De Spaanse dollar of de gourde kwam toentertijd overeen met 50 Belgische frank, vijf goudfrank of een dollar.

### De ratificatie
Het verdrag was van onbepaalde duur. Wel diende België het voor 30 juni 1849 te ratificeren of te weigeren. België kon het verdrag te allen tijde opzeggen, door de intentie tot opzegging kenbaar te maken aan de opperchef van de Nalu
Na de ondertekening op 4 maart 1848 keerde Van Haverbeke terug naar België om het verdrag te laten ratificeren. Artikel 68 van de Grondwet van 1831 bepaalde de procedure hiervan. Het vierde lid van artikel 68 regelde de verruiming van het grondgebied:

Geen afstand, geen ruiling, geen aanhechting van grondgebied kan plaats hebben dan krachtens een wet. In geen geval kunnen de geheime artikelen van een verdrag de openbaar gemaakte artikelen te niet doen.
— artikel 68, vierde lid van de Grondwet in 1848

Het desbetreffende verdrag deed verplichtingen ontstaan voor de Belgische Staat en is een uitbreiding van het grondgebied. De instemming van de Kamer van volksvertegenwoordigers en de Senaat door middel van een wet was daarom vereist. Minister van Buitenlandse Zaken Constant-Ernest d'Hoffschmidt wilde het verdrag ratificeren zonder parlementaire controle om het kolonisatieproject niet te verstoren. Daarom ratificeerde Leopold I het verdrag niet met een wet maar met dit Koninklijk Besluit:

LÉOPOLD, Roi des Belges,
A tous, présents et à venir, Salut,
Sur proposition de Notre Ministre des Affaires étrangères, Nous avons arrêté et arrêtons:
Article 1 - Est approuvé l’acte passé entre le lieutenant de vaisseau Van Haverbeke, commandant de la goélette de l’Etat la Louise-Marie, et Lamina, chef supérieur des Nalou, à bord de la goélette la Louise-Marie, en rade de Caniope dans la rivière Rio-Nunez (côte occidentale d’Afrique), le 4 mars 1848.
Article 2 - Notre Ministre des Affaires étrangères est chargé de l’exécution du présent arrêté.
Donné à Bruxelles, le 27 décembre 1848.
LÉOPOLD
Par le Roi:
Le Ministre des Affaires étrangères,
C.-E. d’HOFFSCHMIDT
— Koninklijk Besluit van 27 december 1848

Al de volgende dag vertrok de Louise-Marie voor een tweede expeditie naar de kolonie aan de Rio Nunez om het KB kenbaar te maken aan Lamina Towel, zoals was afgesproken in het verdrag. Na enig oponthoud in de handelsposten van Gorée, Bathurst (Banjul) en Albréda langs de Gambiarivier, voer het schip op 9 februari 1849 de Rio Nunez binnen, maar strandde er op een riviereiland. Na de eerstvolgende vloed kwam de Louise-Marie ’s anderendaags aan in de kolonie.

## De uitbouw van de kolonie
Nog tijdens de eerste expeditie naar de Rio Nunez kocht Van Haverbeke een plantage in Victoria (Kanfarande). De ligging ervan was namelijk van strategisch belang. Bij zijn thuiskomst in België pleit hij voor het uitrollen van een politie-eenheid in de kolonie.

## Uitbreidingspoging
De tweede expeditie naar de kolonie aan de Rio Nunez had naast de kennisgeving van het KB nog een tweede doel. Minister van Buitenlandse Zaken Constant-Ernest d'Hoffschmidt de Resteigne droeg Van Haverbeke namelijk op om ook het land van de Landuma te verwerven. Het gebied van deze etnie bevond zich eveneens aan beide oevers van de Rio Nuñez en lag in het landinwaartse verlengde van het reeds verworven grondgebied. Van Haverbeke wilde daarom onderhandelen met Mayoré, de koning van de Landuma. De koning bleek de Belgen evenwel niet goedgezind. Ten tijde van de tweede expeditie wilden twee Britten immers een handelspost stichten in Boké, in Landuma-gebied. Mayoré werkte samen met dit tweetal en verdreef daarom de Franse handelaars in Boké.

## Het Incident aan de Rio Nunez
Als gevolg van de spanningen rond Boké voltrok zich van 22 tot 24 maart 1849 het Incident aan de Rio Nunez, ook de Slag van Boké genoemd.
Belgische kolonie in Santo Tomás (1843-1854) · Belgische kolonie aan de Rio Nuñez (1848-1858) · Belgische concessie in Tianjin (1902-1931)
Belgisch-Congo (1908-1960) · Ruanda-Urundi (1924-1962)

Persoonlijke heerschappij van Leopold: Onafhankelijke Congostaat (1885-1908)